# وارن لیبرشتاین
وارن لیبرشتاین (انگلیسی: Warren Lieberstein؛ زادهٔ ۲۰ سپتامبر ۱۹۶۸) فیلم‌نامه‌نویس، تهیه‌کننده اهل ایالات متحده آمریکا است.او برای فعالیتش در اداره شناخته شده است.او برادر کوچک‌تر پل لیبرشتاین و برادر زن گرگ دنیلز است.